# Le Protocole compassionnel

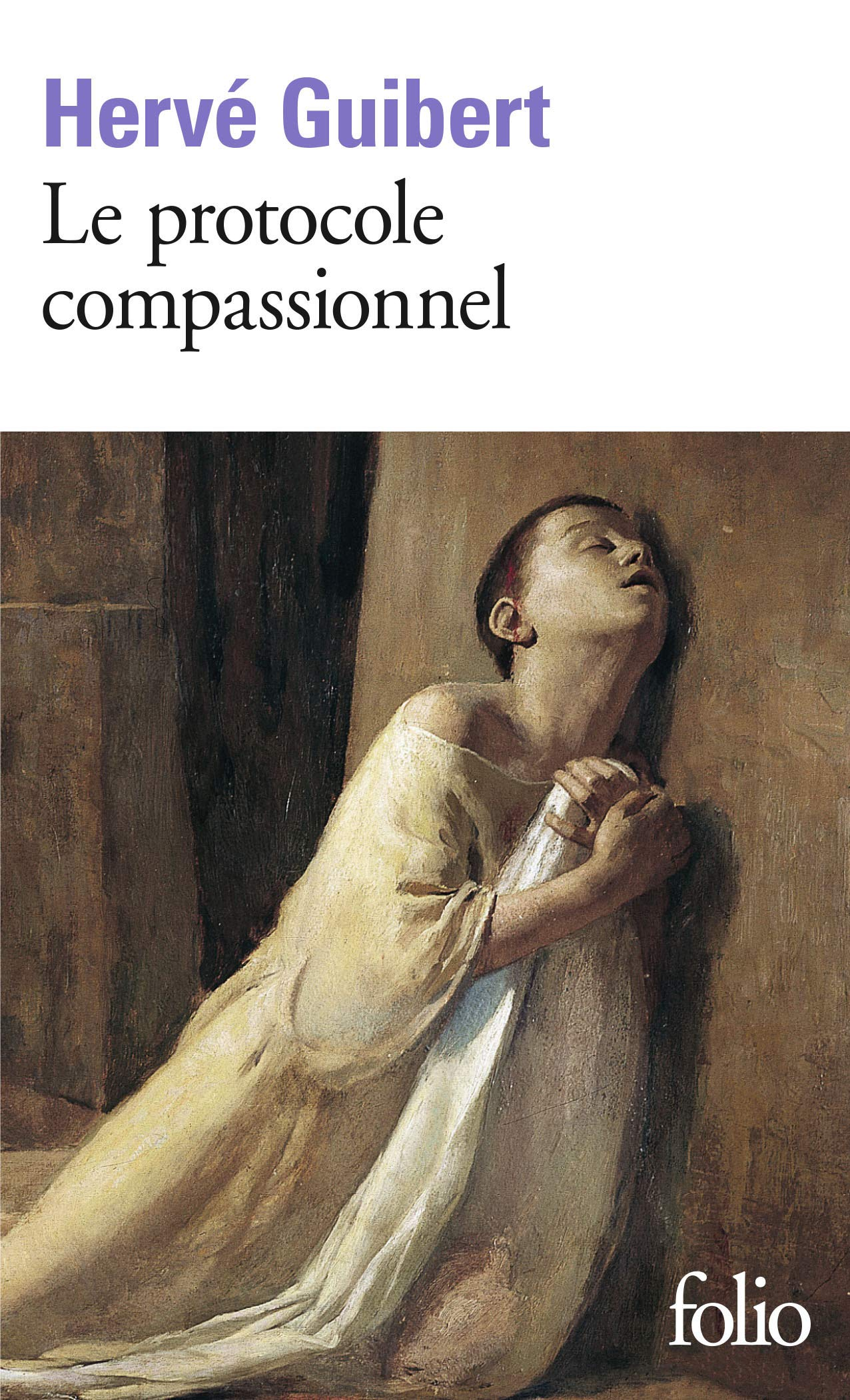
Le Martyre de Saint Tarcisius (ou Saint Tarcise). Tableau ayant appartenu à Hervé Guibert

Le Protocole compassionnel  est un roman autobiographique d’Hervé Guibert publiée en 1991 aux éditions Gallimard. L’auteur raconte sa lutte contre la maladie, le sida qui devait l’emporter fin 1991. Il décrit l’univers hospitalier mais aussi son dernier séjour sur l’Ile d’Elbe. Le texte oscille entre la description des  derniers espoirs de survie et la préparation à la mort.

## Commentaires
- Le protocole compassionnel[1] désigne l’administration sous contrôle médical de nouveaux traitements à  des personnes atteintes d’une maladie, souvent en phase terminale, pour laquelle les médicaments existants ne se sont pas révélés suffisamment efficaces. Ils peuvent alors accéder à des médicaments dont l’efficacité est partiellement connue mais qui n’ont pas encore reçu d’autorisation de mise sur le marché (AMM).  L’autorisation n’a pas été délivrée notamment parce que tous leurs effets potentiellement néfastes n’ont pas été testés.
- Dans cet ouvrage, le narrateur se procure frauduleusement un médicament, la didanosine ou DDI, qui était alors recommandé dans les cas où l’AZT n'était plus supporté par le malade. Décrivant sa souffrance et sa relation avec le médecin mais aussi la modification du regard des autres, il explore la notion de compassion[2].
- Deuxième volet de la trilogie consacrée à sa maladie, le texte est représentatif de l’œuvre d’Hervé Guibert mêlant autobiographie et roman. Dans le bouleversement de la chronologie des événements, au travers des effets miroirs de la narration, se construit une œuvre d’une grande originalité.

## Citations
- « C’est quand ce que j’écris prend la forme d’un journal que j’ai la plus grande impression de fiction. »
- « J’ai l’impression d’avoir fait une œuvre barbare et délicate. »
- « C’est quand j’écris que je suis le plus vivant. »